# Santa Vittoria (Serri)

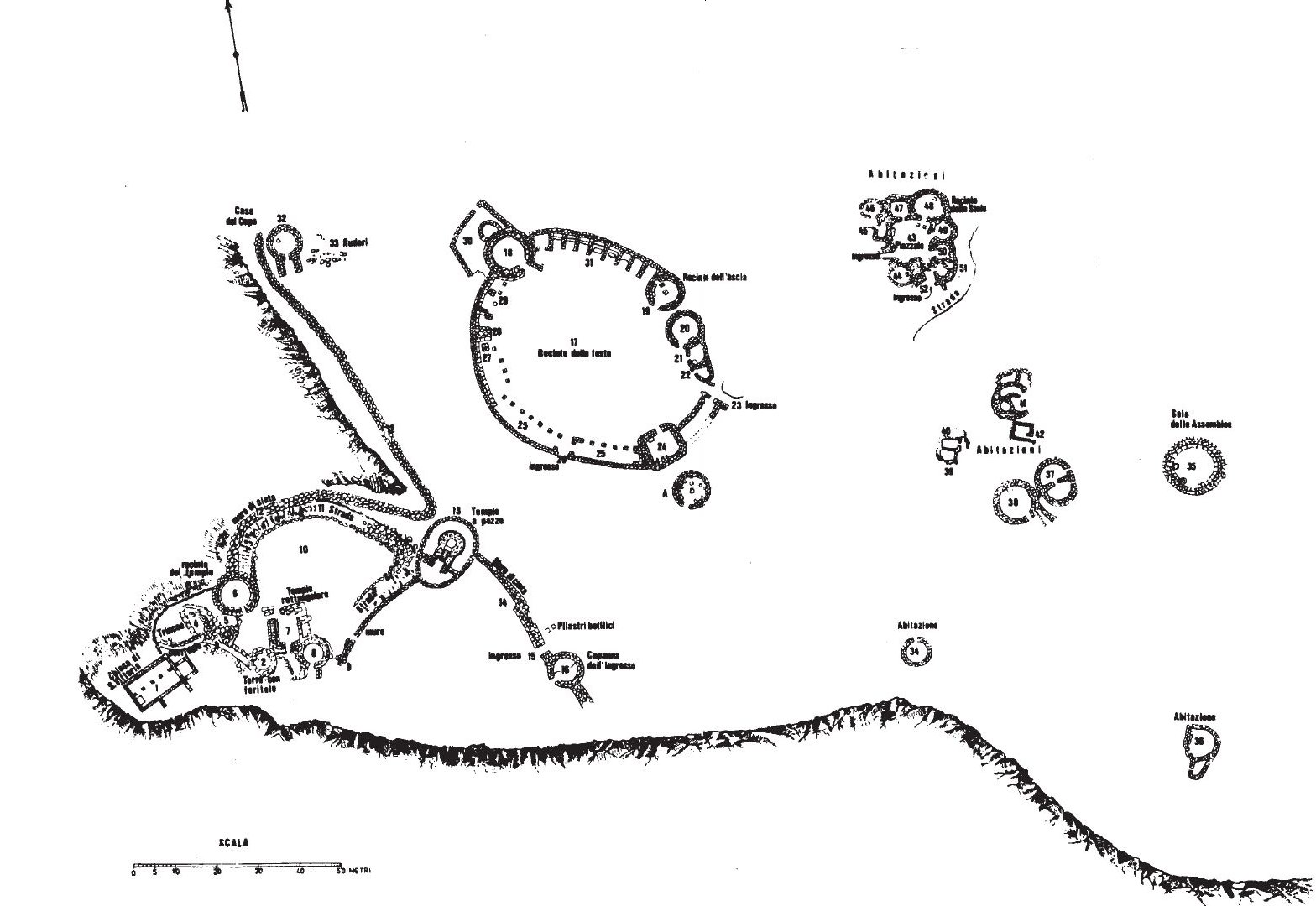
Gesamtplan Santa Vittoria

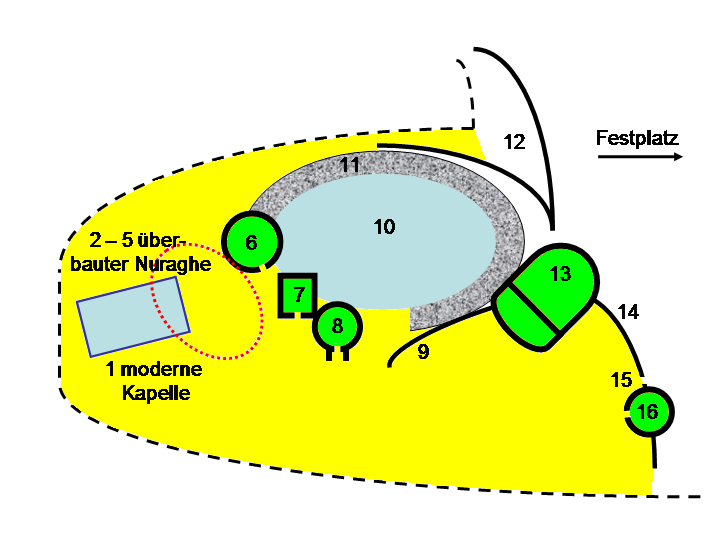
Die Anlagen auf dem Sporn

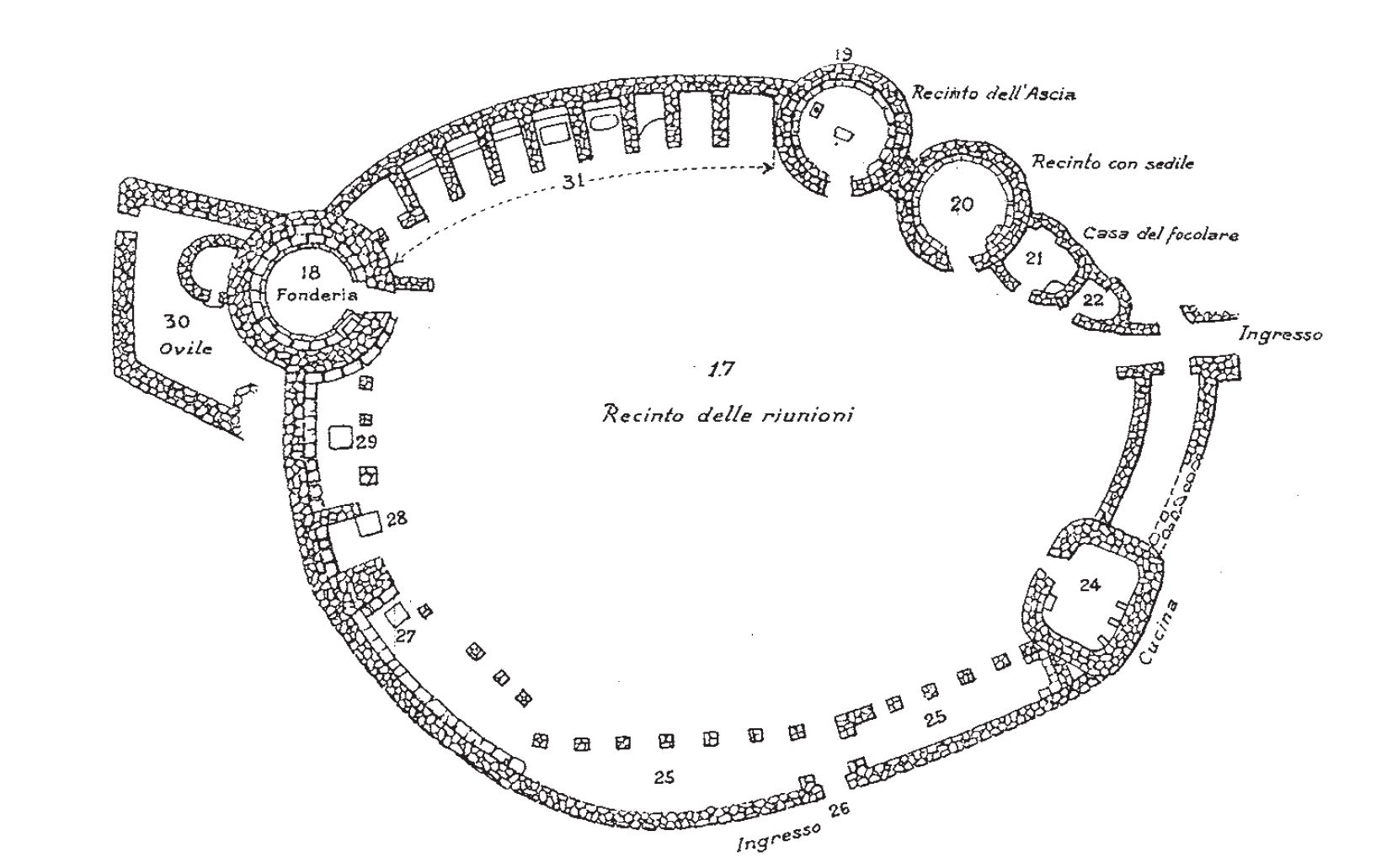
Festplatz

Schema Festplatz

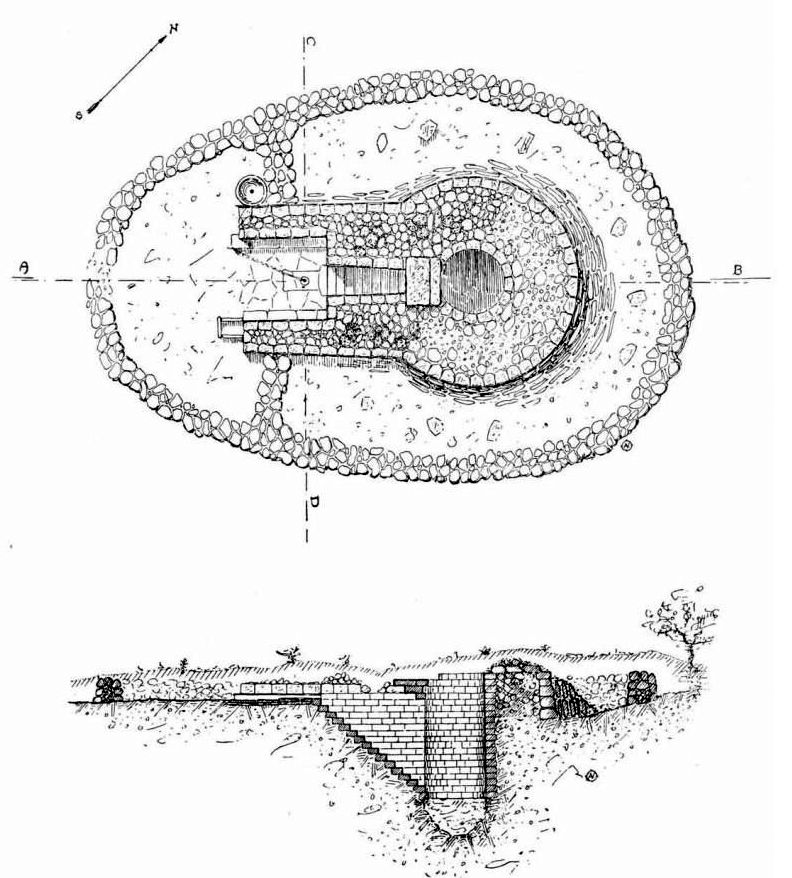
Brunnenanlage

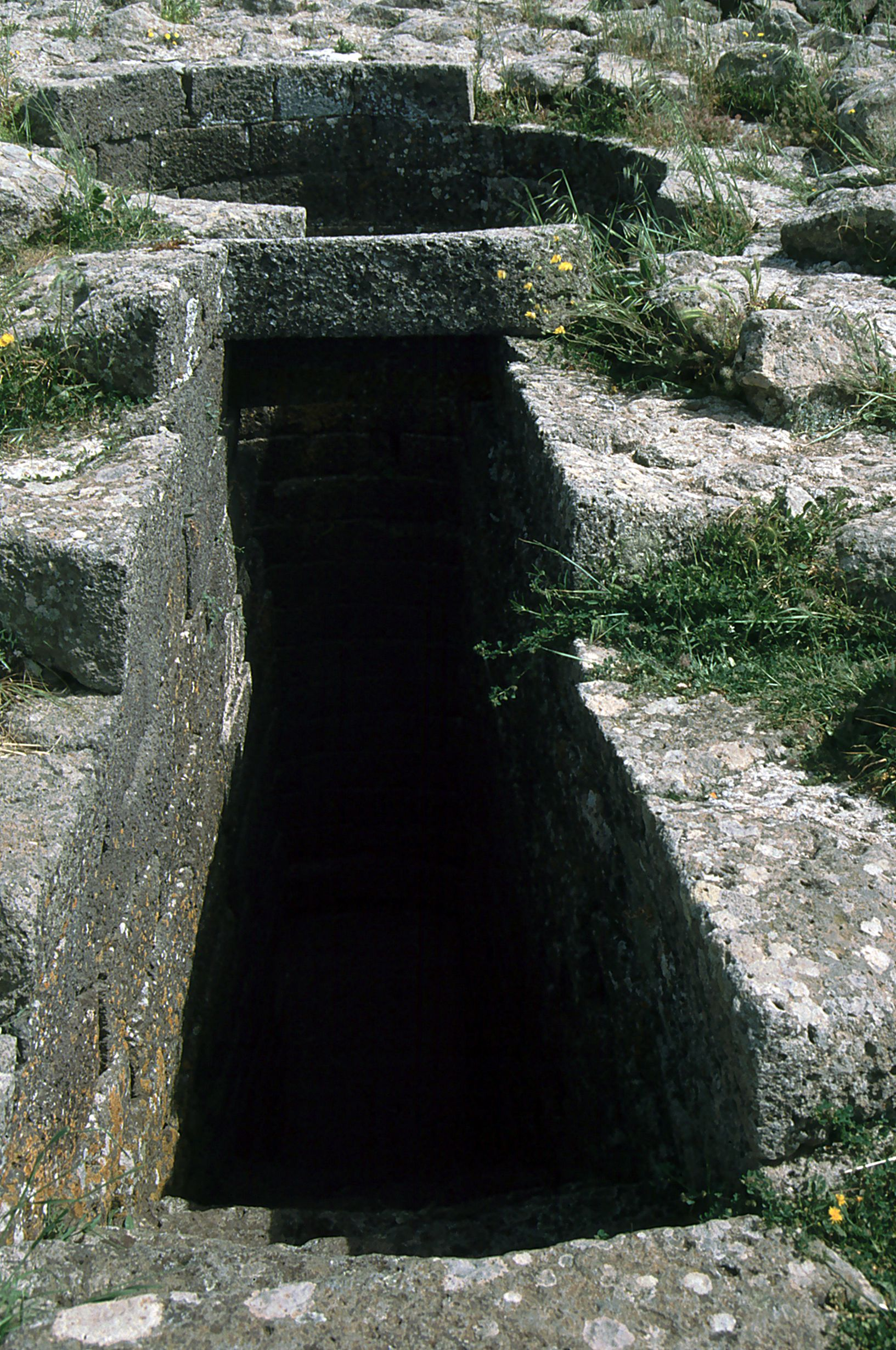
Brunnenanlage

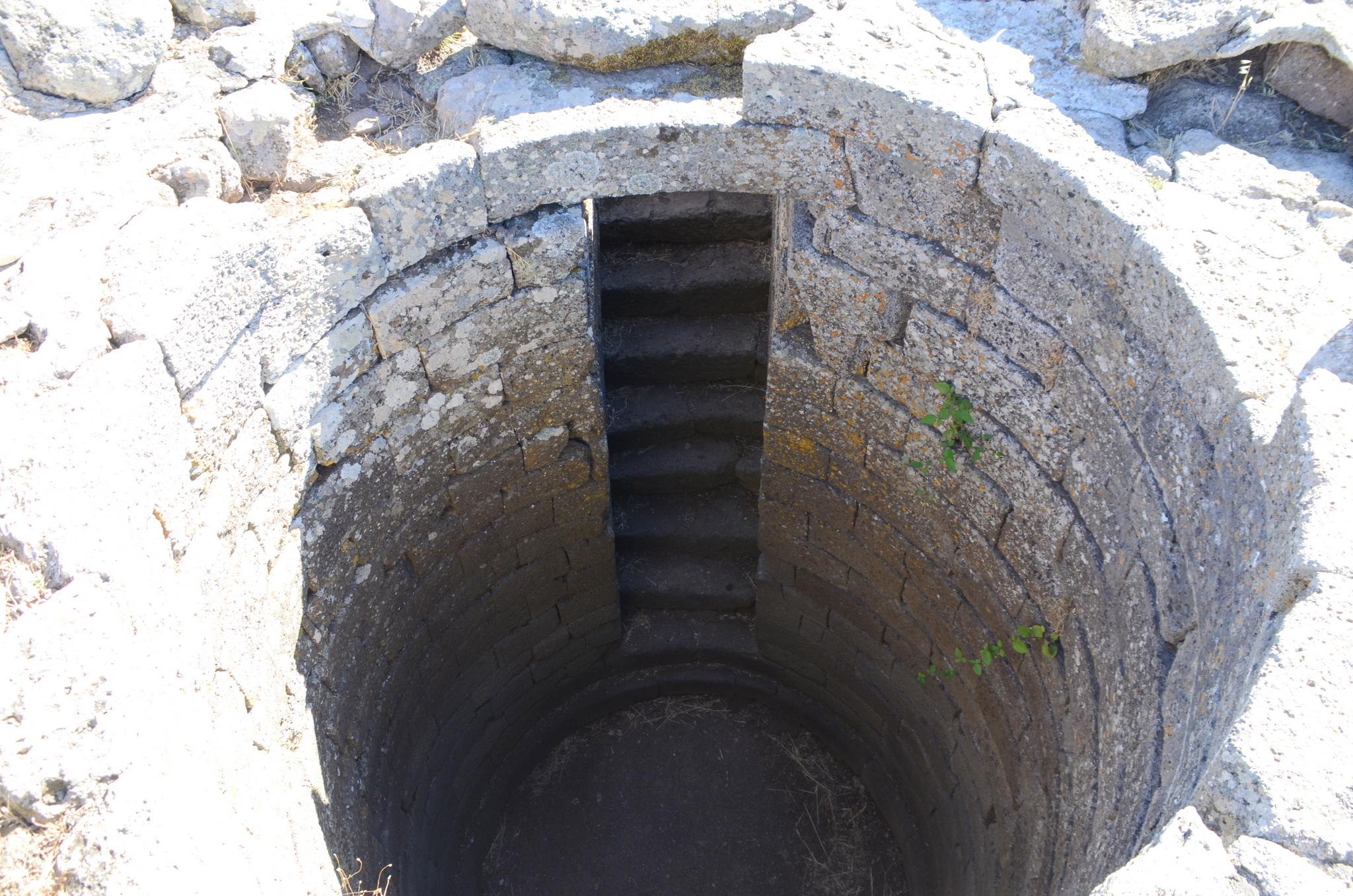
Brunnenanlage

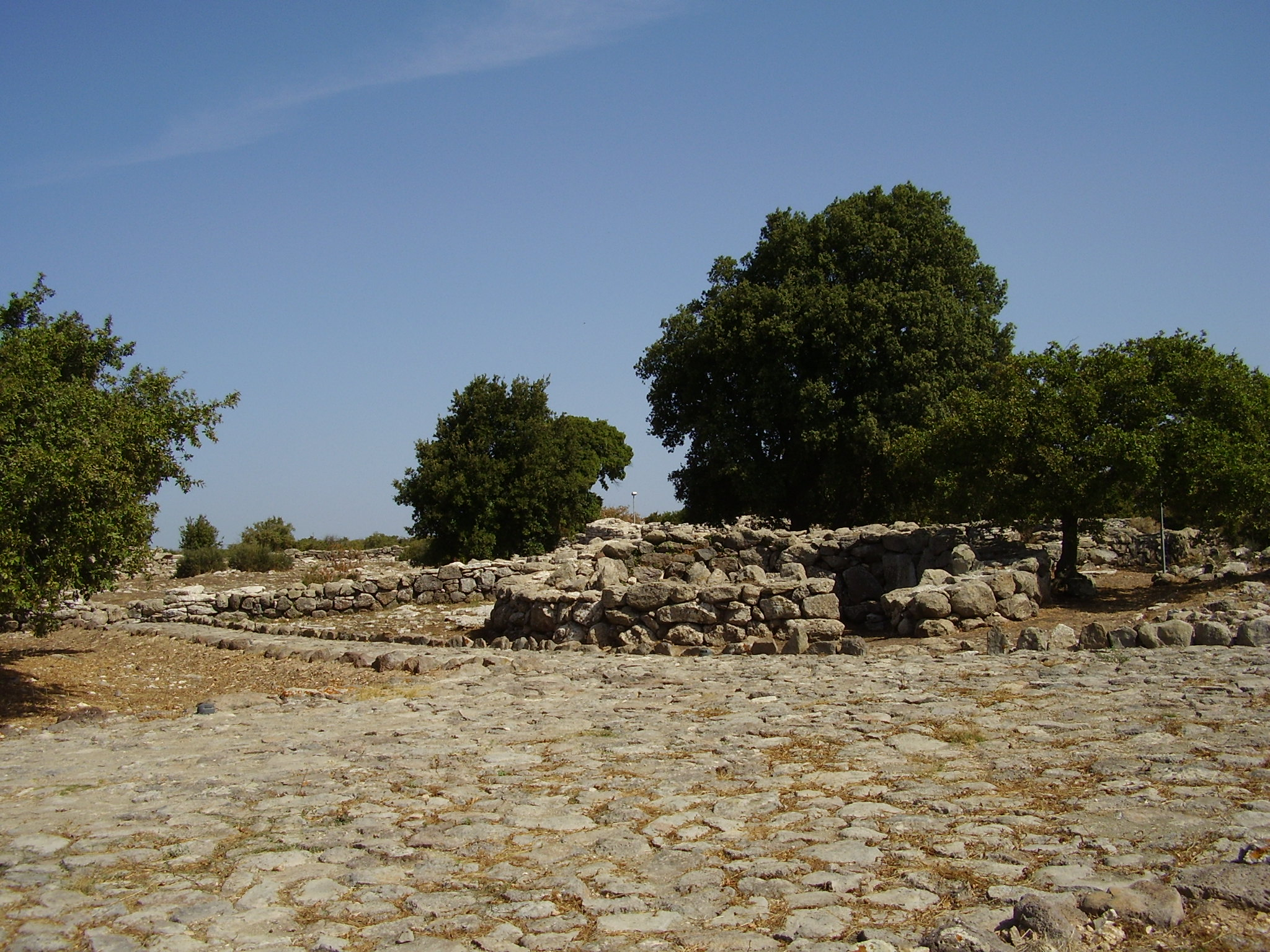
Santa Vittoria bei Serri

Das Brunnenheiligtum (italienisch Pozzo sacro) von Santa Vittoria bei Serri auf Sardinien imponiert durch sein rund drei Hektar großes Refugium und seine exponierte Lage am steilen Rand des Basaltplateaus (Giara di Serri), in einer Höhe von 662 m s.l.m., oberhalb des Ortes Gergei in der Metropolitanstadt Cagliari. Die Anlage ist als Santuario Federale Nuragico di Santa Vittoria als Kulturdenkmal geschützt.

## Bauten
Der Komplex besteht aus der modernen Kirche Santa Vittoria (Nr. 1) und 53 prähistorischen baulichen Elementen (Mauern, Plätze, gepflasterte Wege etc.) und Gebäuden, die sich in zwei große Ensembles und mehrere kleine und mittelgroße Bereiche aufteilen. Unter letzteren nimmt ein Komplex aus acht Räumen, die um einen Platz liegen (Nr. 43–52), eine besondere Stellung ein. Ein Abitanzioni (Wohnviertel) genannter Bereich (Nr. 37–42) umfasst eine Doppelanlage und mehrere verschachtelte Einheiten, während sechs Rundhütten (Hütte A und die Nr. 32–36 mit Nebenraum und 53) relativ isoliert vom Rest der Baulichkeiten liegen. Kompakter Natur sind das „Recinto della Feste“ (Nr. 17–31), ein elliptischer Mauerring und der Komplex auf dem Sporn (Nr. 2–11 und Nr. 13–16) plus der langen Mauer (Nr. 12) auf der Abrisskante. Nr. 33 ist eine stark ruinierte Struktur, die nahe der Rundhütte Nr. 32 liegt.

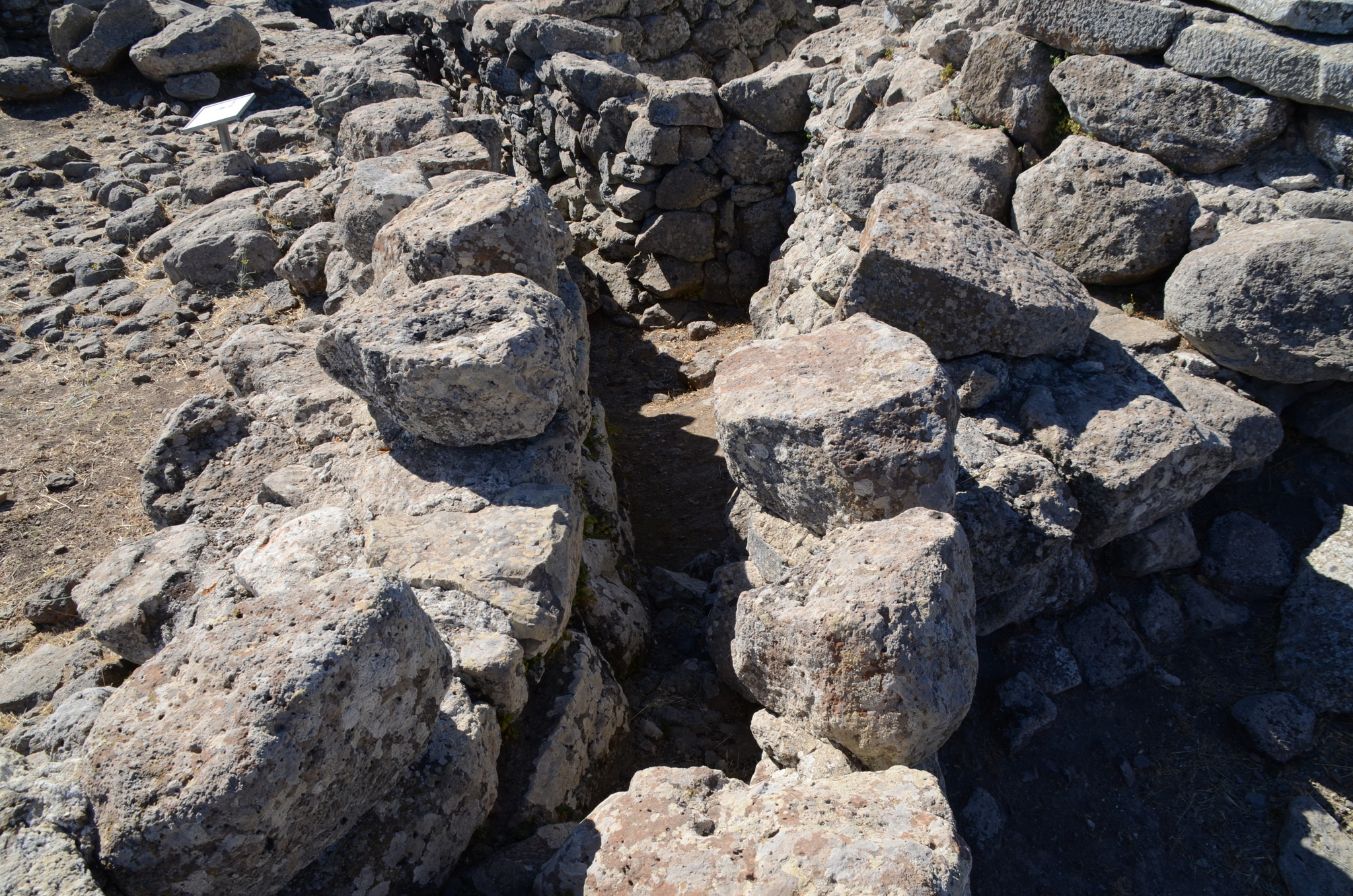
Gang der Protonuraghe

Der Ausgräber Antonio Taramelli vermutet, dass das Plateau aufgrund eines Konsenses als entmilitarisierte Zone galt und eine Art nuraghisches Olympia bildete, wohin man anlässlich religiöser Feste kam, um sich evtl. auch in Wettkämpfen zu messen. An anderer Stelle gefundene Bruchstücke überlebensgroßer Steinfiguren zeigen Bogenschützen und Faustkämpfer.
Auf der Hochebene (Giara di Serri) fehlen abgesehen von der Protonuraghe, die zum einen Teil unter der christlichen Kirche Santa Vittoria liegt und zum Teil von einer jüngeren Tholosnuraghe überbaut wurde, jedwede sonstige respektable Anlagen der Nuragher oder ihrer Vorgängerkulturen. Der nächste bedeutende Nuraghe ist der 8 km entfernte Is Paras. Eine ähnlich große und vollständige Brunnenanlage ist nur noch das Brunnenheiligtum von Santa Cristina.

## Der Tempelbezirk
Der Bereich liegt auf dem Sporn und ist vom Plateau durch eine Mauer (Nr. 14) getrennt. Neben einer in sie integrierten Rundhütte (Nr. 16, Capanna del custode), die als Pförtnerloge interpretiert wird, liegt der offizielle Durchgang (Nr. 15), neben dem mindestens zwei Baityloi gestanden haben.

### Brunnenheiligtum
Der Brunnentempel (Nr. 13) liegt in einem eigenen elliptischen Temenos von 19 × 13 Meter. Er differenziert sich in den kurzen Vorbereich mit dem Zugang, den Vorraum mit den seitlichen Bänken, die 13-stufige Treppe und den Brunnen. Abgesehen vom Vorbereich sind die übrigen Elemente von einem schlüssellochartigen Bereich umgebenden, der 50–60 cm erhöht liegt. Im Vorraum zwischen den Bankaltären (für die Votivgaben) fanden offenbar auch die Opferungen statt, denn ein Sammelbecken und ein Abflusskanal im Boden verhinderten eine Verunreinigung der Quelle. Der ca. drei Meter tiefe Brunnenschacht misst 2,1 m im Durchmesser. Er ist aus behauenen Basaltquadern in regelmäßigen Schichten gemauert (opus isodomum). Einst überdachte eine Kuppel, deren Reduzierung noch ein kleines Stück sichtbar ist, den Brunnen. Der Turmaufbau war zweifarbig. Man fand dunkle und helle Quader, aber auch Friesteile und einen Stierkopf aus Kalkstein. Darüber hinaus spürte man auf dem Platz vor dem Brunnentempel in einer aschehaltigen Schicht Knochenreste und zahlreiche Bronzefragmente (Schwerter, Haarnadeln, Ringe, Armbänder, Hände und Füße von Statuetten) auf. Der Brunnen ist aufgrund der Keramikfunde vor die geometrischen Periode (also etwa ins 10. bis 9. Jahrhundert v. Chr.) zu datieren. Dass er älter ist als andere Bauten, geht auch aus der Verwendung seiner und der Materialien aus anderen Gebäuden am Rechtecktempel (Nr. 7) hervor.

## Gebäude auf dem Sporn
Von dem großen dreieckigen Platz vor dem Brunnen führt ein Durchgang in den inneren, wiederum von einer Mauer begrenzten Bezirk. Er besteht aus einem Platz mit gepflastertem Randbereich (Nr. 10 und 11) und mehreren Gebäuderesten. Es sind die einer Rundhütte mit umlaufender Bank (Nr. 6), dem rechteckigen Tempio Ipetrale (Nr. 7) und der Capanna del Capo (Nr. 8, ‚Hütte des Chefs‘). Die übrigen baulichen Relikte (Nr. 2–5) im Bereich der modernen Kirche (Nr. 1) gehören zum o. a. Tholosnuraghen. Das bizarrste Gebäude ist das Capanna del Capo. Es hat einen gepflasterten Vorhof und die baulichen Attribute des inneren Bereichs eines Brunnentempels, aber an der Stelle des Brunnens einen runden Raum mit fünf Nischen im Mauerwerk. Sie sind ganz unregelmäßig verteilt und liegen auch in unterschiedlicher Höhe. Vier sind relativ klein und kubisch; eine ist größer und T-förmig. Das wichtigste Gebäude war anscheinend der, allerdings auch jünger zu datierende Rechtecktempel, der daher auch fundreicher ist. Dort fanden sich Fragmente von Nuraghenmodellen, Miniaturvasen, Speerspitzen, Dolche aus Bronze, Bernsteinanhänger, Meeresmuscheln sowie Kalksteinblöcke, in deren Öffnungen mit Blei Votivbronzen befestigt wurden, ein Steinaltar mit Abflussrinne und große Aschemengen mit den Knochenresten von Rind, Schaf und Schwein. Hier fand man auch jene Bronzetten, die den Platz berühmt gemacht haben (der ‚Häuptling‘ und die ‚Mutter mit Kind‘). Die sakrale Bedeutung des Bereichs steht außer Zweifel.

## Festplatz (Recinto della Feste)
Ein Teil der Rituale spielte sich in dem etwa 50 × 75 m weiten elliptischen Mauerring (Nr. 17) ab, der weit mehr als die später entstandenen Anlagen auf dem Sporn als geplantes Konzept entstand. Als Rotunde angelegte Domus de sos pelegrino (‚Pilgerhäuser‘) finden wir noch heute in den Kumbessias und Murestenes bei jenen sardischen Landkirchen, die Ziel von Wallfahrten sind. Es sind bescheidene Hütten, die als Schlafgelegenheit errichtet wurden, um es dem Pilger zu ermöglichen, einmal im Jahr die oft eine Woche dauernde Kirchweih zu besuchen (San Pietro di Golgo, bei Baunei, San Mauro, bei Sorgono, Santa Maria di Sibiola, bei Serdiana). In vielen Fällen stehen die alten Wallfahrtskirchen an der Stelle alter nuraghischer Heiligtümer (Santa Cristina, Ipogeo di San Salvatore, bei Cabras).
Kleinere Habseligkeiten (Fibeln, Haarnadeln, Halsketten) zeigen, dass man sich hier aufhielt, um vielleicht an kultischen Wettkämpfen in der Arena teilzunehmen. Äxte, Schleifsteine, Stampfer, Mörser, Geschirr, Asche, Holzkohle und Speisereste (Knochen von Rind, Schaf, Schwein und Hirsch) weisen auf Opferhandlungen und Mahlzeiten hin.
Der Südeingang (Nr. 26) ins Recinto della Feste führt zum Platz selbst (Nr. 17) und beidseitig in vier abgeteilte Laubengänge (Nr. 25 und 27–29), die mehrheitlich ein Dach besaßen, das sich auf Pfeiler stützte, deren Sockel vorhanden sind. Diesen zum Platz offenen Teil, der etwa 45 % des Randbereichs im Rondell ausmacht, kann man als die profane Seite betrachten. Rechts liegt dann die Cucina (Nr. 24, ‚Küche‘) ein rechteckiger Raum, mit runden Ecken und durch Platten getrennten Feuerstellen. Der Cucina folgt ein Teil, der als Stall (unnummeriert) angesehen wird und am Osteingang (Nr. 23) endet. Jenseits des sekundären Eingangs setzen Nebenräume (Nr. 21) wie die Casa del focolare (Nr. 22, ‚Haus des Herdes‘) den Bogen fort. Rundhütten mit Bänken und Wandnischen schließen mit der Recinta con sedile (Nr. 20, ‚Hütte mit dem Sitz‘) und der Recinta dell’Ascia (Nr. 19, ‚Gehege der Axt‘) an. Es folgen neun Abteile (Nr. 31), einige davon mit rückwärtigen Bänken. Den inneren Ring schließt die Fonderia (oder Recinto del Fonditori, Nr. 18, ‚die Gießerei‘) ab, eine große Rundhütte mit einer Wandnische und einem Becken (Weihwasser?) links vom Eingang. Ähnliche Becken haben mehrere der Rotunden aufzuweisen. Dieser Rundbau hat jedoch als einziger einen (nur von außen zugänglichen) ummauerten Bereich und eine an die Fonderia angebaute Apsis.

## Rundhütten
Hütte A (die einzige nicht im Nummernkreis verankerte) liegt nahe der Recinto della Feste und weist Altäre, Herde und Liegen auf.
Das gediegene Rundhaus (Nr. 32) mit Astylos sowie Nischen und einem Alkoven im Innern, interpretiert man als die Wohnung des Aufsehers.
Der Sala della Assembles (Nr. 35, ‚Saal der Versammlung‘), die größte Rotunde des Komplexes diente rituellen Vorhaben. Der Raum hat 11 m Durchmesser und eine 1,5 Meter dicke Mauer. Die Bank entlang der Innenmauer wird von überkragenden Steinplatten bedacht, deren Obliegenheit unklar ist. Neben den 44 Bankplatten steht links des Eingangs ein Trachytbecken, davor ein konischer Baitylos. Um ihn herum fand man Spuren ritueller Handlungen in Form von Asche, Holzkohle und Knochenreste von Rind, Ziege und Wildschwein. Da man zugleich Bronzetten dieser Tierarten entdeckte, scheint es naheliegend, diese als Votivgaben zu deuten. Auch ein Leuchter phönizisch-zyprischer Herkunft (8. bis 7. Jahrhundert v. Chr.) stammt aus dem Raum. In der Rotunde fand man auch einen etwa einen Meter hohen Stein, der zunächst als Doppelbaityloi beschrieben wurde. Heute geht man davon aus, dass es sich um den Rest eines Nuraghenmodells handelt.